# Longitarsus laureolae
Longitarsus laureolae là một loài bọ cánh cứng trong họ Chrysomelidae. Loài này được Biondi miêu tả khoa học năm 1989.